# Коленько, Прокофий Емельянович
Прокофий Емельянович Коленько (также, в некоторых источниках Колинько; укр. Коленько Прокопій Ємельянович; 3 (15) июня 1898 — апрель 1978) — советский деятель сельского хозяйства. Участник Великой Отечественной войны, позже работал бригадиром полеводческой бригады свеклосовхоза «Фёдоровский» в Великобурлукском районе Харьковской области. Герой Социалистического Труда.

## Биография
Прокофий Коленько родился 3 (15) июня 1898 года в селе Землянки Волчанского уезда в крестьянской семье. По национальности украинец. Получил трёхклассное образование. Трудовую деятельность начал в 1924 году, работал на 1-м сахарном комбинате имени Петровского в селе Белый Колодец Волчанского района.
13 июня 1942 года был призван в ряды Красной Армии Казанским РВК после освобождения из Исправительно-трудовой колонии № 2.
С июля 1942 года по декабрь 1943 года воевал на Северо-Западном фронте, был ранен 28 июля 1942 года. С мая по сентябрь 1943 года воевал на Ленинградском фронте, а с января 1945 года — на 1-м Украинском фронте. Служил телефонистом в 194-й тяжёлой гаубичной артиллерийской бригаде. Отметился во время уличных боев в городе Бреслау. В течение суток он поддерживал связь между частями бригады и ликвидировал не менее двенадцати обрывов телефонной линии, благодаря чему было уничтожено двадцать пять пулемётных гнёзд и до сорока вражеских солдат.
Демобилизовался в 1945 году, с 1947 года работал бригадиром полеводческой бригады свеклосовхоза «Фёдоровский», главная усадьба которого находилась в посёлке Фёдоровка. Под его руководством бригада применяла передовые методы агрохимии, широко использовались минеральные и органические удобрения. Благодаря этому, бригада собрала 32,03 центнера озимой пшеницы с гектара на общей площади в тридцать четыре гектара.
За «получение высоких урожаев пшеницы, ржи и сахарной свёклы при выполнении совхозами плана сдачи государству сельскохозяйственных продуктов в 1947 году и обеспеченности семенами зерновых культур для весеннего сева 1948 года» Президиум Верховного совета СССР приказом от 30 апреля 1948 года предоставил Прокофию Коленько звание Героя Социалистического Труда с вручением ордена Ленина и медали «Серп и Молот». Кроме бригадира, звание героя получили ещё семь рабочих свеклосовхоза, это был директор совхоза Фёдор Фельберт, старший механик Трофим Скрынник и звеньевые: Мария Лоткова, Александра Сичкарева, Мария Чернецкая, Екатерина Шибанова и Евдокия Шевченко.
В 1948 году вступил в ВКП(б). Прокофий Коленько продолжал работать в свеклосовхозе после выхода на пенсию. Умер в апреле 1978 года и похоронен в посёлке Фёдоровка.

## Награды
- Герой Социалистического Труда (30.04.1948)[6]
- орден Ленина (30.04.1948)[6]
- медаль «Серп и Молот» (30.04.1948)[6]
- медаль «За отвагу»[3]
- медаль «За боевые заслуги» (02.03.1945)[8]
- медаль «За освобождение Праги» (22.06.1945)[9]
- медаль «За взятие Берлина» (22.06.1945)[10]

### Комментарии
1. ↑  Позже село входило в состав Ольховатского и Великобурлукского районов.
2. ↑  Некоторые источники называют её Марией Лобановой.